# Новая Пустошь
Но́вая Пу́стошь (фин. Pappilanautio) — деревня Колтушского городского поселения Всеволожского района Ленинградской области.

## История
На карте Санкт-Петербургской губернии 1792 года в районе деревни Озерки обозначена как Пустошь Попова.
Как деревня Пустошь она упоминается на «карте окружности Санкт-Петербурга» 1810 года.
Затем, под названием Новая Пустошь она обозначена на карте Ф. Ф. Шуберта 1834 года.

НОВАЯ ПУСТОШЬ — деревня принадлежит ротмистру Александру Чоглокову, жителей 65 м. п., 60 ж. п. (1838 год)

В пояснительном тексте к этнографической карте Санкт-Петербургской губернии П. И. Кёппена 1849 года она упоминается как деревня Pappilan-Autio (Новая Пустошь), население которой по состоянию на 1848 год составляли: савакоты — 53 м. п., 72 ж. п.; финляндские карелы — 23 м. п., 27 ж. п.; всего 175 человек.
На Плане генерального межевания Шлиссельбургского уезда, упоминается как деревня Новая Пустошка.

НОВАЯ ПУСТОШЬ — деревня Г. Чоглокова по просёлкам, 19 дворов, 60 душ м. п. (1856 год)

Число жителей деревни по X-ой ревизии 1857 года: 63 м. п., 81 ж. п..

НОВАЯ ПУСТОШЬ — деревня владельческая при колодцах, 19 дворов, 62 м. п., 82 ж. п. (1862 год)

Согласно подворной переписи 1882 года в деревне проживали 32 семьи, число жителей: 84 м. п., 78 ж. п., все лютеране, разряд крестьян — собственники, а также пришлого населения 14 семей, в них: 22 м. п., 22 ж. п., лютеране: 16 м. п., 15 ж. п..

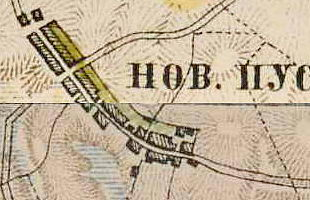
План деревни Новая Пустошь. 1885 г.

Согласно карте 1885 года деревня Новая Пустошь насчитывала 40 крестьянских дворов. По данным Материалов по статистике народного хозяйства в Шлиссельбургском уезде 1885 года, 17 крестьянских дворов в деревне (или 53 % всех дворов), занимались молочным животноводством, 10 крестьянских дворов (или 31 % всех дворов), выращивали на продажу смородину, клубнику, крыжовник и яблоки.

НОВАЯ ПУСТОШЬ — деревня на земле Канистского сельского общества при земской дороге 39 дворов, 110 м. п., 113 ж. п., всего 223 чел., 1 мелочная лавка. (1896 год)

В конце XIX — начале XX века деревня административно относилась к Колтушской волости 2-го стана Шлиссельбургского уезда Санкт-Петербургской губернии. Население деревни было однородным — финским.
В 1902 году открылась школа с преподаванием на финском языке.
В 1909 году в деревне вновь было 40 дворов.
В 1914 году в деревне работали две земские школы (1-е и 2-е Новопустошские училища), учителями в которых были соответственно: Матвей Иванович Руотси и Гедвина Карловна Эрлакас.

ПУСТОШЬ НОВАЯ — деревня Мягловского сельсовета Ленинской волости, 55 хозяйств, 283 душ.

Из них: русских — 1 хозяйство, 10 душ; финнов-ингерманландцев — 54 хозяйства, 273 души. (1926 год)

С 1926 по 1931 год деревня была центром Мягловского финского национального сельсовета.
В 1931 году был образован Новопустошский финский национальный сельсовет, включивший в себя Мягловский и Манушкинский национальные сельсоветы.
По административным данным 1933 года в него входили следующие деревни: Розмителево, Питкемяки, Мяглово, Новая Пустошь, Хяники, Рыжики, Ёксолово, Малое Манушкино, Большое Манушкино, IV Озерки, Хапа-Оя и Чёрная Голова, общее население которых составляло 2779 человек.
По административным данным 1936 года деревня Новая Пустошь являлась административным центром Новопустошского сельсовета Ленинградского Пригородного района. В сельсовете было 12 населённых пунктов, 568 хозяйств и 9 колхозов.

НОВАЯ ПУСТОШЬ — деревня Ново-Пустошского сельсовета, 251 чел. (1939 год)

План деревни Новая Пустошь. 1939 год

Согласно топографической карте 1939 года в центре деревни находилась школа и сельсовет.
В 1940 году деревня насчитывала 50 дворов.
До 1942 года — место компактного проживания ингерманландских финнов.
По данным 1966 года деревня Новая Пустошь входила в состав Колтушского сельсовета.
По данным 1973 года деревня Новая Пустошь входила в состав Новопустошского сельсовета с административным центром в деревне Разметелево.
По данным 1990 года деревня Новая Пустошь входила в состав Разметелевского сельсовета.
В 1997 году в деревне проживали 138 человек, в 2002 году — 129 человек (русские — 75%), в 2007 году — 110.
С 2013 года в составе Колтушского сельского поселения.

## География
Деревня расположена в юго-западной части района на автодороге 41К-076 (Мяглово — автодорога «Кола») в месте примыкания к ней автодороги 41К-067 (Новая Пустошь — Невская Дубровка).
Расстояние до ближайшей железнодорожной станции Мяглово — 4 км.
Деревня находится на Колтушской возвышенности, к югу от автодороги Р21 (E 105, Санкт-Петербург — Петрозаводск — Мурманск) «Кола». К западу от неё находится деревня Мяглово, к востоку — деревня Озерки, к юго-востоку — деревня Хапо-Ое. К югу от деревни расположено урочище Кулики (в 60-е годы XIX века в нём находилась мыза Кулики). Между Новой Пустошью и Хапо-Ое располагалась деревня Чёрная Голова, которая существовала ещё в первой половине XX века. Сегодня это часть Хапо-Ое. В Колтушском сельском поселении есть также деревня Старая Пустошь.

## Демография
| 1862 | 2007 | 2010 | 2017 |
| ---- | ---- | ---- | ---- |
| 144  | ↘110 | ↗167 | ↘106 |

Национальный состав
Согласно данным Всероссийской переписи населения 2021 года в деревне проживали 197 человек, из них:
 русские — 195, остальные национальность не указали.

## Улицы
Грушевая, Дубовая, Зелёная,Каштановая, Кленовая, Липовая, Молодёжная, Сиреневая, Центральная, Яблоневая.